# Jaci Velasquez
Jacquelyn Davette « Jaci » Velasquez (née le 15 octobre 1979 à Houston, au Texas) est une actrice américaine, chanteuse et compositrice de pop contemporaine chrétienne (CCM) et latino, qui se produit en anglais et en espagnol. Elle compte près de 3 millions d'albums vendus aux États-Unis, enregistré 3 albums de platine et trois albums d'or, et enregistré 16 singles qui atteignent la première place et six autres qui entrent dans le top 10. Elle reçoit un Latin Billboard Music Award en 2002 pour son album Mi Corazón, huit Dove Awards, dont ceux de la meilleure nouvelle artiste et de la chanteuse de l'année, ainsi que trois nominations aux Grammy Awards, et une nomination aux American Music Awards dans la catégorie « Artiste latine préférée » en 2002.
Entre 2010 et 2016, Velasquez a coanimé The Family-Friendly Morning Show, une émission de radio matinale présentée avec Doug Griffin. 

## Biographie
Velasquez est née à Houston et a des origines mexicaines, espagnoles, arabes, écossaises, françaises et juive. Elle grandit dans une église évangélique où ses parents sont à la fois chanteurs et pasteurs. Bien qu'elle se soit décrite comme une chrétienne « non confessionnelle ».

### Carrière musicale

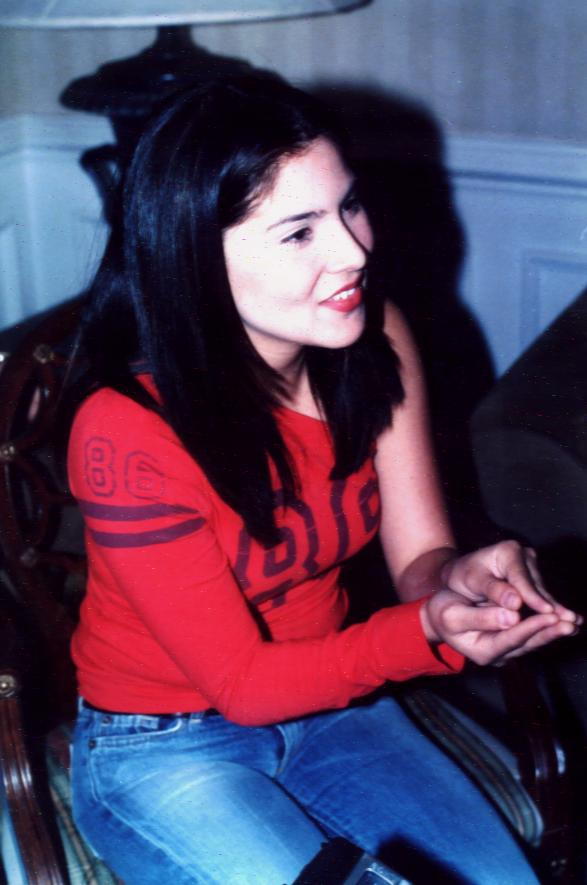
Velasquez en 2001.

Velasquez sort son premier album national, Heavenly Place, le 13 mai 1996 ; cinq de ses chansons deviennent des succès numéro un. L'album est ensuite certifié disque de platine. Elle est distinguée comme l'artiste solo ayant vendu le plus rapidement son premier album dans son genre et la première artiste solo de l'histoire de la musique chrétienne à atteindre le statut de disque d'or avec un premier album. Depuis, elle sort sept autres albums en anglais, dont deux sont certifiés disques d'or. Cinq albums en latin remportent le succès, Llegar A Ti étant certifié double platine et Mi Corazón étant certifié platine. Elle est à l'origine de 16 succès no 1 sur les radios chrétiennes et de six autres singles classés dans le top 10. Elle remporte neuf Dove Awards, dont celui de la nouvelle artiste de l'année et deux celui de la chanteuse de l'année. Velasquez participe également à des campagnes publicitaires pour Pepsi, Target, Doritos, les produits capillaires Frizz-Ease de John Freida et Helzberg Diamonds.
En 2001, elle sort son deuxième album en espagnol, Mi Corazón. Le premier single de l'album, Como Se Cura Una Herida, arrive en tête du Billboard Hot Latin Tracks et devient l'un des plus grands singles de l'année, recevant de multiples nominations et victoires. L'album est nommé aux Grammy Awards dans la catégorie « meilleur album pop latin ». Como Se Cura Una Herida se classe no 1 en même temps que la chanson Adore, no 1 du classement CCM (Inspirational), ce qui permet à Jaci Velasquez de se classer deux fois numéro 1 simultanément sur deux marchés différents.
Son palmarès de musique latine comprend cinq albums en langue espagnole, deux nos 1 au Billboard Latin Singles, deux albums de platine, un Premio Lo Nuestro pour la nouvelle artiste de l'année, deux Billboard Latin Music Awards, et quatre Dove Awards pour l'album en langue espagnole de l'année. En septembre 2008, elle est choisie par le Bureau des programmes d'information internationale du Département d'État comme l'une des 15 Hispano-américaines les plus en vue dans le domaine des arts en Amérique.
En août 2011, Velasquez signe avec un nouveau label, Inpop Records, et son album, Diamond, sort le 7 février 2012. Elle publie son premier album de berceuses en espagnol, Buenas Noches Mi Sol, en 2012 avec Fisher-Price. Elle sort un nouveau projet le 31 mars 2017, via Integrity Music, composé d'un album en anglais, Trust, et de sa reprise en espagnol, Confío,. Lors de la 48e édition des Dove Awards, Confío remporte le prix de l'album en langue espagnole de l'année.

### Carrière d'actrice
Velasquez fait ses débuts d'actrice en 2003 dans le film Chasing Papi, avec Sofía Vergara, Roselyn Sánchez et Eduardo Verastegui, ainsi que Nicole Scherzinger pour un caméo. Le film sort en avril 2003 aux États-Unis. Le film atteint la 11e place au box-office et rapporte 6 millions de dollars dans le monde entier. Velasquez joue également dans les films chrétiens The Encounter et Jerusalem Countdown, tous deux sortis en 2011.
En novembre 2010, Velasquez commence à coanimer le Family Friendly Morning Show avec Doug Griffin après avoir été animatrice invitée pendant plusieurs mois. L'émission est diffusée sur plus de 100 stations de radio américaines pendant quatre heures chaque matin de la semaine. En 2016, elle joue la professeure de théâtre Mme Diaz dans I'm Not Ashamed, un film biographique dramatique de 2016 qui est basé sur les numéros de Rachel Joy Scott. 

## Discographie
- 1988 : My Favorite Songs
- 1992 : Help Me
- 1994 : Keep the Fire Burning
- 1996 : Heavenly Place
- 1998 : Jaci Velasquez
- 1999 : Llegar A Ti
- 2000 : Crystal Clear
- 2001 : Mi Corazón
- 2001 : Christmas/Navidad
- 2003 : Unspoken (2003)
- 2003 : Milagro
- 2005 : Beauty Has Grace
- 2008 : Love Out Loud
- 2012 : Diamond
- 2012 : Buenas Noches Mi Sol
- 2017 : Trust/Confío

## Filmographie
- 2003 : Chasing Papi
- 2004 : Doc
- 2003 : Los Reyes Magos
- 2011 : The Encounter
- 2011 : Jerusalem Countdown
- 2014 : Rumors of Wars
- 2015 : Les Végétaloufs : Noah's Ark
- 2016 : I'm Not Ashamed
- 2017 : A Question of Faith
- 2020 : Cover Me
- 2020 : Acquitted by Faith